# Río Vaal
El río Vaal es un largo río de Sudáfrica y el mayor de los afluentes del río Orange.
Nace en las montañas Drakensberg, al este de Johannesburgo y sirve de frontera entre Transvaal y la provincia del Estado Libre, antes de unirse al Orange al suroeste de Kimberley. Tiene 1120 km de longitud. El nombre Vaal proviene de la lengua afrikáans, y significa "pálido", hecho que alude al color grisáceo de sus aguas, que se percibe especialmente en la temporada de crecidas, momento en el que lleva gran cantidad de sedimentos.
Abastece con aguas suficientes para cubrir las necesidades de la industria del Witwatersrand y de una gran parte de la provincia del Estado Libre. Como parte del Plan Vaal-Hartz es una de las principales fuentes de agua para riego.

## En la literatura
La novela de Julio Verne La estrella del sur (1884) está ambientada en la cuenca del río Vaal.